# 60미터 달리기
60미터 달리기(영어: 60 metres, 60-meter dash)는 육상 트랙 및 필드에서 열리는 단거리 달리기 종목 중 하나이다. 보통 실외 100미터 달리기 최고 선수들이 참여하는 실내 선수권 종목이다. 실내 대회에서 60미터 달리기는 같은 거리의 허들 종목과 마찬가지로 필드 중앙에 마련된 레인에서 진행되기 때문에 실내 대회에서 다른 트랙 종목이 진행되는 외곽 트랙의 영향을 일부 피할 수 있다. 야외 경기에서는 최소 시니어 선수에게는 경기가 거의 진행되지 않는 종목이다.
종목 진행 방식은 기타 단거리 달리기와 거의 비슷하다. 선수들이 스타팅 블록에서 출발 자세를 잡은 후, '셋' 지시와 함께 근육을 등척성 운동을 하여 효율적인 출발 자세 준비를 하라고 지시한다. 마지막으로 신호총을 발사해 출발 신호를 보내면 선수들이 출발한다.
60미터 달리기는 1900년과 1904년 하계 올림픽에서 올림픽 종목으로 채택되었으나 이후 한동안 종목에서 제외되었다. 현재 남자 60미터 달리기 세계 기록은 미국 육상 선수인 크리스틴 콜먼의 6초 34이며, 여자 60미터 달리기 세계 기록은 러시아 육상 선수인 이리나 프리발로바의 6초 92이다.
2020년 도쿄 올림픽 육상 준결승에서 쑤빙톈이 100미터 달리기 경기에서 가장 빠른 60미터 직선 달리기 신기록이자 전 육상 종목에서 가장 빠른 60미터 구간 신기록인 6초 29를 기록했다.
과거에는 육상 선수들이 60야드 달리기(약 54.36 m)에 출전하는 것이 일반적이었다. 이는 60미터 달리기 계보에는 속하지 않으나 현 55미터 달리기의 전신이 된다. 60미터는 약 65.6168야드이다.

## 60미터 트랙 대 60미터 실내
전통적으로 실내 60미터 달리기 종목은 100미터 달리기 종목의 프리시즌 역할을 하며, 단거리 달리기 선수들은 실외 경기 시즌까지 최고 기량을 발휘하지 못한다. 이 때문에 최고의 단거리 선수들은 60미터 실내 달리기보다 100미터 실외 달리기의 60미터 전력질주 기록이 훨씬 좋으며, 바람 영향을 조정한 이후에도 비슷하며 특히 60미터의 단거리 경우에는 바람의 영향이 매우 적다. 특히 100미터 달리기 도중에 60미터 직선지점에 도달하고 선수들이 60미터 지점에서 피니쉬를 위해 몸을 앞으로 기울일 수 없다는 점을 생각한다면 최고 선수들이 야외 경기 시즌에 특별히 60미터 경기에 출전한다면 자신의 60미터 전력질주 기록보다 더 빠른 기록을 세울 수 있으리라 예상된다.
우사인 볼트는 실내 60미터 달리기에 한번도 출전하지 않았음에도 100미터 달리기 신기록을 달성했을 당시 60미터 질주에 6초 31을 기록하여 당시 역대 2번째로 빠른 60미터 질주 기록을 보였다. 아사파 파월은 실내 60미터 달리기 최고 기록이 6초 44이지만 최고 60미터 전력질주 기록은 6초 32이다. 2012년 IAAF 세계 실내 육상 선수권 대회 60미터 달리기 우승자이자 최고 60미터 전력질주 기록 6초 34를 기록한 저스틴 개틀린은 60미터 달리기 최고 기록이 6초 45이다. 전 실내 달리기 세계 기록 보유자이자 1999년 IAAF 세계 실내 육상 선수권 대회 60미터 달리기 우승자인 모리스 그린은 60미터 달리기 기록이 6초 39이나 60미터 전력질주 기록은 6초 33이다. 현 60미터 달리기 세계 기록 보유자인 크리스틴 콜먼은 100미터 달리기 경기에서 60미터 전력질주 기록이 6초 32를 기록했는데, 이는 고도 1619 m에서 기록한 실내 60미터 세계 기록인 6초 34보다 훨씬 빠른 기록이다.
2020년 도쿄 올림픽 당시에도 100미터 개인 최고 기록인 9초 83을 기록한 쑤빙톈은 당시 60미터 전력질주 기록이 6초 29로 60미터 달리기 최고 기록 6초 42를 뛰어넘었다.

## 대륙별 세계 기록
2024년 3월 3일 기준 기록이다.
| 대륙             | 남자     | 남자                   | 남자           | 여자     | 여자                     | 여자         |
| 대륙             | 시간 (s) | 선수                   | 국적           | 시간 (s) | 선수                     | 국적         |
| ---------------- | -------- | ---------------------- | -------------- | -------- | ------------------------ | ------------ |
| 아프리카         | 6.45 A   | 레오나드 밀레스밀스    | 가나           | 6.97     | 무리엘 아우레뎀          | 코트디부아르 |
| 아시아           | 6.42     | 쑤빙톈                 | 중국           | 7.09     | 수산티카 자야싱헤        | 스리랑카     |
| 유럽             | 6.41     | 마르셀 자콥스          | 이탈리아       | 6.92     | 이리나 프리발로바        | 러시아       |
| 북중미 및 카리브 | 6.34 A   | 크리스틴 콜먼          | 미국           | 6.94 A   | 알레이어 홉스            | 미국         |
| 오세아니아       | 6.52     | 매트 시빙턴            | 오스트레일리아 | 7.06     | 조에 홉스                | 뉴질랜드     |
| 남아메리카       | 6.52     | 조제 카를루스 모레이라 | 브라질         | 7.14     | 비토리아 크리스티나 호자 | 브라질       |

## 최고 선수 25인 기록
아래는 실내 60미터 달리기 기록만 등재한다.

### 남자
2024년 2월 기준 기록이다.
| 선수 순위 | 기록 순위 | 시간 (s)            | 선수            | 국적            | 날짜             | 장소         | 각주   |
| --------- | --------- | ------------------- | --------------- | --------------- | ---------------- | ------------ | ------ |
| 1         | 1         | 6.34 A              | 크리스틴 콜먼   | 미국            | 2018년 2월 18일  | 앨버커키     | [ 6 ]  |
|           | 2         | 6.37                | 콜먼 #2         |                 | 2018년 1월 19일  | 클렘슨       |        |
| 콜먼 #3   | 2         | 6.37                | 2018년 3월 3일  | 버밍엄          | [ 14 ]           |              |        |
| 2         | 4         | 6.39                | 모리스 그린     | 미국            | 1998년 2월 3일   | 마드리드     |        |
|           | 4         | 6.39                | 그린 #2         |                 | 2001년 3월 3일   | 애틀랜타     |        |
| 6         | 6.40      | 그린 #3             | 1999년 2월 17일 | 애틀랜타        |                  |              |        |
| 3         | 6         | 6.40 A              | 로니 베이커     | 미국            | 2018년 2월 18일  | 앨버커키     | [ 6 ]  |
| 4         | 8         | 6.41                | 앤드레 케이슨   | 미국            | 1992년 2월 14일  | 마드리드     |        |
|           | 8         | 6.41                | 그린 #4         |                 | 1998년 2월 1일   | 슈투트가르트 |        |
| 4         | 8         | 6.41                | 마르셀 자콥스   | 이탈리아        | 2022년 3월 19일  | 베오그라드   | [ 15 ] |
|           | 8         | 6.41                | 콜먼 #4         |                 | 2022년 3월 19일  | 베오그라드   | [ 15 ] |
| 12        | 6.42      | 그린 #5             | 1999년 3월 7일  | 마에바시시      |                  |              |        |
| 6         | 12        | 6.42                | 다윈 챔버즈     | 영국            | 2009년 3월 7일   | 토리노       |        |
|           | 12        | 6.42 A              | 콜먼 #5         |                 | 2018년 2월 18일  | 앨버커키     | [ 6 ]  |
| 6         | 12        | 6.42                | 쑤빙톈          | 중국            | 2018년 3월 3일   | 버밍엄       | [ 14 ] |
| 6         | 12        | 6.42                | 트레이번 브로멜 | 미국            | 2023년 2월 10일  | 클렘슨       | [ 16 ] |
|           | 17        | 6.43                | 그린 #6         |                 | 1998년 2월 1일   | 슈투트가르트 |        |
| 9         | 17        | 6.43                | 팀 허던         | 미국            | 1999년 3월 7일   | 마에바시시   |        |
|           | 17        | 6.43                | 쑤빙톈 #2       |                 | 2018년 2월 6일   | 뒤셀도르프   |        |
| 20        | 6.44      | 허던 #2             | 1999년 2월 17일 | 애틀랜타        |                  |              |        |
| 20        | 6.44      | 허던 #3             | 2001년 3월 11일 | 리스본          |                  |              |        |
| 10        | 20        | 6.44                | 아사파 파월     | 자메이카        | 2016년 3월 18일  | 포틀랜드     | [ 17 ] |
|           | 20        | 6.44                | 파월 #2         |                 | 2016년 3월 18일  | 포틀랜드     | [ 18 ] |
| 베이커 #2 | 20        | 6.44                | 2018년 3월 3일  | 버밍엄          |                  |              |        |
| 베이커 #3 | 20        | 6.44                | 2020년 2월 19일 | 리에뱅          |                  |              |        |
| 베이커 #4 | 20        | 6.44                | 2020년 2월 21일 | 마드리드        |                  |              |        |
| 10        | 20        | 6.44                | 마빈 브레이시   | 미국            | 2022년 3월 19일  | 베오그라드   | [ 15 ] |
| 10        | 20        | 6.44                | 노아 라일스     | 미국            | 2024년 2월 4일   | 보스턴       | [ 19 ] |
| 13        |           | 6.45                | 브루니 수린     | 캐나다          | 1993년 2월 13일  | 리에뱅       |        |
| 13        | 6.45 A    | 레오나드 밀레스밀스 | 가나            | 1999년 2월 20일 | 콜로라도스프링스 |              |        |
| 13        | 6.45 A    | 테렌스 트렘멜       | 미국            | 2001년 2월 17일 | 포커텔로         |              |        |
| 13        | 6.45      | 저스틴 개틀린       | 미국            | 2003년 3월 1일  | 보스턴           |              |        |
| 13        | 6.45      | 로날드 포논         | 프랑스          | 2005년 2월 13일 | 카를스루에       |              |        |
| 13        | 6.45 A    | 트렐 키먼스         | 미국            | 2012년 2월 26일 | 앨버커키         |              |        |
| 13        | 6.45      | 테렌스 존스         | 바하마          | 2022년 1월 15일 | 러벅             | [ 20 ]       |        |
| 13        | 6.45      | 아켐 블레이크       | 자메이카        | 2024년 2월 4일  | 보스턴           | [ 21 ]       |        |
| 21        | 6.46      | 존 드루먼드         | 미국            | 1998년 2월 1일  | 슈투트가르트     |              |        |
| 21        | 6.46 A    | 마르쿠스 브런슨     | 미국            | 1999년 1월 30일 | 플래그스태프     |              |        |
| 21        | 6.46      | 제이슨 게더너       | 영국            | 1999년 3월 7일  | 마에바시시       |              |        |
| 21        | 6.46      | 팀 몬거머리         | 미국            | 2001년 3월 11일 | 리스본           |              |        |
| 21        | 6.46      | 레오너드 스콧       | 미국            | 2005년 2월 26일 | 리에뱅           |              |        |

아래 목록은 도핑 문제로 무효 처리된 육상 성적이다.
| 시간 (s) | 선수    | 국적   | 날짜           | 장소           | 각주   |
| -------- | ------- | ------ | -------------- | -------------- | ------ |
| 6.41     | 벤 존슨 | 캐나다 | 1987년 3월 7일 | 인디애나폴리스 | [ 22 ] |

#### 실외 경기 최고 성적
+ = 100미터 달리기에서의 60미터 구간 성적이다.
| 순위 | 시간 (s)       | 풍속 (m/s) | 선수          | 국적     | 날짜            | 장소     | 각주          |
| ---- | -------------- | ---------- | ------------- | -------- | --------------- | -------- | ------------- |
| 1    | 6.29+ (계산치) | +0.9       | 쑤빙톈        | 중국     | 2021년 8월 1일  | 도쿄     | [ 23 ] [ 24 ] |
| 2    | 6.31+ (계산치) | +0.9       | 우사인 볼트   | 자메이카 | 2009년 8월 16일 | 베를린   | [ 25 ] [ 26 ] |
| 3    | 6.32+ (계산치) | +1.7       | 아사파 파월   | 자메이카 | 2007년 9월 9일  | 리에티   | [ 27 ]        |
| 3    | 6.32+ (계산치) | +1.7       | 우사인 볼트   | 자메이카 | 2008년 5월 31일 | 뉴욕     | [ 28 ]        |
| 3    | 6.32+ (계산치) | 0.0        | 우사인 볼트   | 자메이카 | 2008년 8월 16일 | 베이징   | [ 29 ]        |
| 3    | 6.32+ (계산치) | +0.2       | 아사파 파월   | 자메이카 | 2009년 9월 2일  | 로잔     | [ 30 ]        |
| 3    | 6.32+ (계산치) | +1.5       | 우사인 볼트   | 자메이카 | 5 August 2012   | 런던     | [ 31 ]        |
| 3    | 6.32+ (계산치) | +0.6       | 크리스틴 콜먼 | 미국     | 2019년 9월 28일 | 도하     | [ 32 ]        |
| 9    | 6.33+ (계산치) | −0.2       | 모리스 그린   | 미국     | 2001년 8월 5일  | 에드먼턴 | [ 33 ]        |
| 9    | 6.33+ (계산치) | −0.1       | 요한 블레이크 | 자메이카 | 2012년 8월 23일 | 로잔     | [ 34 ]        |
| 11   | 6.34+ (계산치) | +0.9       | 저스틴 개틀린 | 미국     | 2015년 8월 23일 | 베이징   | [ 35 ]        |

아래 목록은 도핑 문제로 무효 처리된 육상 성적이다.
| 시간 (s)       | 풍속(m/s) | 선수    | 국적   | 날짜            | 장소 | 각주   |
| -------------- | --------- | ------- | ------ | --------------- | ---- | ------ |
| 6.33+ (계산치) | +1.1      | 벤 존슨 | 캐나다 | 1998년 9월 24일 | 서울 | [ 36 ] |

### 여자
2024년 2월 기준 기록이다.
| 선수 순위     | 기록 순위       | 시간 (s)             | 선수                    | 국적                | 날짜            | 장소         | 각주   |
| ------------- | --------------- | -------------------- | ----------------------- | ------------------- | --------------- | ------------ | ------ |
| 1             | 1               | 6.92                 | 이리나 프리발로바       | 러시아              | 1993년 2월 13일 | 마드리드     |        |
|               | 1               | 6.92                 | 프리발로바 #2           |                     | 1995년 2월 9일  | 마드리드     |        |
| 3             | 6.93            | 프리발로바 #3        | 1994년 2월 13일         | 리에뱅              |                 |              |        |
| 4             | 6.94            | 프리발로바 #4        | 1995년 2월 19일         | 리에뱅              |                 |              |        |
| 2             | 4               | 6.94 A               | 알레이어 홉스           | 미국                | 2023년 2월 18일 | 앨버커키     | [ 38 ] |
| 2             | 4               | 6.94 A               | 줄리엔 앨프레드         | 세인트루시아        | 2023년 3월 11일 | 앨버커키     | [ 39 ] |
| 4             | 6               | 6.95                 | 게일 디버스             | 미국                | 1993년 3월 12일 | 토론토       |        |
|               | 6               | 6.95                 | 프리발로바 #5           |                     | 1994년 2월 6일  | 빈           |        |
| 프리발로바 #6 | 6               | 6.95                 | 1995년 2월 14일         | 모스크바            |                 |              |        |
| 4             | 6               | 6.95                 | 매리언 존스             | 미국                | 1998년 3월 7일  | 마에바시시   |        |
| 6             | 10              | 6.96                 | 멀린 오티               | 자메이카            | 1992년 2월 14일 | 마드리드     |        |
|               | 10              | 6.96                 | 프리발로바 #7           |                     | 1993년 2월 11일 | 마드리드     |        |
| 6             | 10              | 6.96                 | 에카테리니 타누         | 그리스              | 1999년 3월 7일  | 마에바시시   |        |
| 6             | 10              | 6.96                 | 무잉가 캄분티           | 스위스              | 2022년 3월 18일 | 베오그라드   | [ 40 ] |
|               | 10              | 6.96 A               | 앨프레드 #2             |                     | 2023년 3월 10일 | 앨버커키     | [ 41 ] |
| 15            | 6.97            | 프리발로바 #8        | 1992년 2월 14일         | 마드리드            |                 |              |        |
| 15            | 6.97            | 프리발로바 #9        | 1993년 3월 12일         | 토론토              |                 |              |        |
| 15            | 6.97            | 프리발로바 #10       | 1994년 2월 11일         | 마드리드            |                 |              |        |
| 15            | 6.97            | 프리발로바 #11       | 1995년 2월 12일         | 헨트                |                 |              |        |
| 15            | 6.97            | 오티 #2              | 1995년 2월 19일         | 리에뱅              |                 |              |        |
| 15            | 6.97            | 오티 #3              | 1995년 3월 10일         | 헨트                |                 |              |        |
| 9             | 15              | 6.97                 | 래베른 존스퍼러테       | 미국령 버진아일랜드 | 2010년 2월 6일  | 슈투트가르트 |        |
| 9             | 15              | 6.97                 | 무리엘 아우레뎀         | 코트디부아르        | 2018년 3월 2일  | 버밍엄       | [ 42 ] |
|               | 15              | 6.97                 | 앨프레드 #3             |                     | 2023년 2월 25일 | 러벅         | [ 43 ] |
| 24            | 6.98            | 프리발로바 #12       | 1993년 2월 27일         | 모스크바            |                 |              |        |
| 24            | 6.98            | 디버스 #2            | 1999년 2월 21일         | 리에뱅              |                 |              |        |
| 11            | 24              | 6.98                 | 셸리앤 프레이저프라이스 | 자메이카            | 2014년 3월 9일  | 소포트       | [ 44 ] |
| 11            | 24              | 6.98                 | 일레인 톰프슨헤라       | 자메이카            | 2017년 2월 18일 | 버밍엄       | [ 45 ] |
|               | 24              | 6.98                 | 홉스 #2                 | 미국                | 2023년 1월 28일 | 페이엣빌     | [ 46 ] |
| 13            |                 | 6.99                 | 에바 스보보다           | 폴란드              | 2022년 3월 5일  | 토룬         | [ 47 ] |
| 13            | 미키아 브리스코 | 6.99                 | 미국                    | 2022년 3월 18일     | 베오그라드      | [ 40 ]       |        |
| 15            | 7.00            | 넬리 쿠먼            | 네덜란드                | 1986년 2월 23일     | 마드리드        |              |        |
| 15            | 7.00            | 베로니카 캠벨 브라운 | 자메이카                | 2010년 3월 14일     | 도하            |              |        |
| 15            | 7.00            | 다프너 스히퍼르스    | 네덜란드                | 2016년 2월 13일     | 베를린          | [ 48 ]       |        |
| 15            | 7.00            | 바바라 피에르        | 미국                    | 2016년 3월 12일     | 포틀랜드        | [ 49 ]       |        |
| 19            | 7.01            | 세바테다 피네스      | 바하마                  | 1999년 3월 7일      | 마에바시시      |              |        |
| 19            | 7.01            | 메리사 버베르        | 미국                    | 2006년 3월 10일     | 모스크바        |              |        |
| 19            | 7.01            | 로린 윌리엄스        | 미국                    | 2006년 3월 10일     | 모스크바        |              |        |
| 22            | 7.02            | 그웬 토런스          | 미국                    | 1996년 2월 2일      | 뉴욕            |              |        |
| 22            | 7.02            | 크리스티 오파라톰슨  | 나이지리아              | 1997년 2월 12일     | 헨트            |              |        |
| 22            | 7.02            | 치오마 아준와        | 나이지리아              | 1998년 2월 22일     | 리에뱅          |              |        |
| 22            | 7.02            | 필로메나 멘사        | 캐나다                  | 1999년 3월 7일      | 마에바시시      |              |        |
| 22            | 7.02 A          | 카멜리타 지터        | 미국                    | 2010년 2월 28일     | 앨버커키        |              |        |
| 22            | 7.02            | 티애나 매디슨        | 미국                    | 2012년 2월 11일     | 페이엣빌        |              |        |
| 22            | 7.02 A          | 제비앤 올리버        | 미국                    | 2018년 2월 18일     | 앨버커키        | [ 6 ]        |        |
| 22            | 7.02            | 마리-호제 타로       | 코트디부아르            | 2019년 2월 20일     | 뒤셀도르프      | [ 50 ]       |        |
| 22            | 7.02            | 제이냅 도소          | 이탈리아                | 2024년 2월 6일      | 토룬            | [ 51 ]       |        |

#### 실외 경기 최고 성적
+ = 100미터 달리기에서의 60미터 구간 성적이다.
| 순위 | 시간 (s)       | 풍속 (m/s) | 선수                    | 국적     | 날짜            | 장소           | 각주   |
| ---- | -------------- | ---------- | ----------------------- | -------- | --------------- | -------------- | ------ |
| 1    | 6.81+ (계산치) | +0.1       | 셸리앤 프레이저프라이스 | 자메이카 | 2019년 9월 29일 | 도하           | [ 52 ] |
| 2    | 6.85+ (계산치) | −0.1       | 매리언 존스             | 미국     | 1999년 8월 22일 | 세비야         |        |
| 3    | 6.87+ (계산치) | 0.0        | 플로렌스 그리피스조이너 | 미국     | 1988년 7월 16일 | 인디애나폴리스 | [ 53 ] |
| 3    | 6.87+ (계산치) | +0.9       | 일레인 톰프슨헤라       | 자메이카 | 2021년 8월 21일 | 유진           | [ 54 ] |
| 5    | 6.91+ (계산치) | +0.1       | 디나 아셰르스미스       | 영국     | 2019년 9월 29일 | 도하           | [ 52 ] |

## 올림픽 메달리스트
| 종목                     | 금                  | 은                  | 동              |
| ------------------------ | ------------------- | ------------------- | --------------- |
| 1900년 파리 자세히       | 앨빈 크렌즐린 (USA) | 월터 툭스버리 (USA) | 스탠 롤리 (AUS) |
| 1904 세인트루이스 자세히 | 아치 한 (USA)       | 윌리엄 호젠슨 (USA) | 페이 물턴 (USA) |

## 같이 보기
- 남자 60m 달리기 세계 기록 추이
- 여자 60m 달리기 세계 기록 추이